# Blepharostoma arachnoideum
Blepharostoma arachnoideum là một loài rêu trong họ Pseudolepicoleaceae. Loài này được M. Howe mô tả khoa học đầu tiên năm 1899.